# Ischnus alpinicola
Ischnus alpinicola là một loài tò vò trong họ Ichneumonidae.